# Blekendorf
Blekendorf ist eine Gemeinde im Kreis Plön in Schleswig-Holstein. Die Gemeinde besteht aus den Dörfern Blekendorf, Friederikenthal, Futterkamp, Kaköhl, Nessendorf, Rathlau, Sechendorf und Sehlendorf. Innerhalb des Amts Lütjenburg ist Blekendorf die flächenmäßig größte Gemeinde und nach der Stadt Lütjenburg die Gemeinde mit den meisten Einwohnern. Im Ortsteil Sehlendorf gibt es Landschafts- und Naturschutzgebiete. Der fast vier Kilometer lange Sehlendorfer Strand und diverse dort befindliche Fremdenverkehrseinrichtungen machen die Gemeinde überregional bekannt.

## Geografie

### Geografische Lage
Das Gemeindegebiet von Blekendorf erstreckt sich im Landschaftsbereich des Schleswig-Holsteinischen Hügellands an der Hohwachter Bucht im Kreis Plön bei Lütjenburg. Im Nordteil befindet sich der Sehlendorfer Binnensee.

### Gemeindegliederung
Neben dem zentralen Erholungsort und Kirchdorf gleichen Namens sind Futterkamp, Friederikenthal, Kaköhl, Sechendorf, Sehlendorf, Nessendorf und Rathlau weitere Ortsteile der Gemeinde.

### Nachbargemeinden
Direkt angrenzende Nachbargemeinden von Blekendorf sind:
| Hohwacht (Ostsee) |                                             |                             |
| Helmstorf         | Kompassrose, die auf Nachbargemeinden zeigt | Wangels (Kreis Ostholstein) |
| Högsdorf          | Kletkamp                                    |                             |

## Geschichte

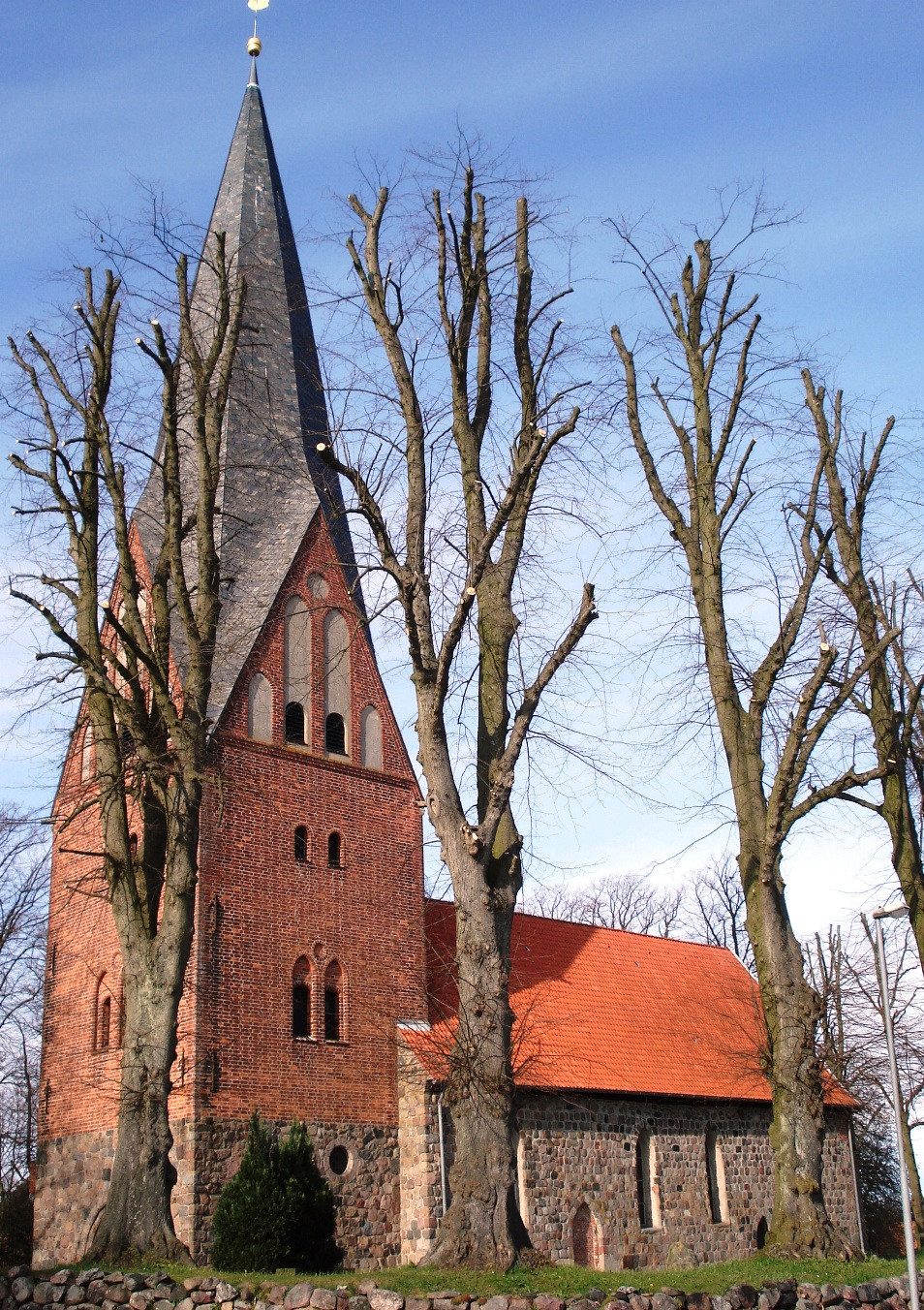
Die St.-Claren-Kirche in Blekendorf

Blekendorf wurde 1259 erstmals als Blegkendorpe erwähnt (später belegte Schreibweise Bleckendorp). Der Name kommt vermutlich aus dem Mittelniederdeutschen und bedeutet blickendes oder glänzendes Dorf.
Seit dem 13. Jahrhundert war Blekendorf das kirchliche Zentrum für die umliegenden Dörfer Futterkamp, Friederikenthal, Sechendorf, Sehlendorf, Rathlau und Kaköhl. 1855 lebten 258 Einwohner im Dorf Blekendorf selbst.
Als politische Gemeinde existiert Blekendorf jedoch erst seit dem 30. September 1928. Bis dahin gehörte Blekendorf wie Friederikenthal, Sechendorf und Sehlendorf zum Gutsbezirk Futterkamp. Die zahlreichen Gutsbezirke (die bis 1867 amtsfrei waren, also nur dem Landesherrn und dem jeweiligen Gutsbesitzer unterstanden) verloren in Schleswig-Holstein erst 1928 die Funktion der untersten Verwaltungseinheit. Die Gemeinden Kaköhl und Nessendorf mit Rathlau wurden am 1. Oktober 1938 nach Blekendorf eingemeindet. Zunächst war der Name und Sitz der neuen Gemeinde, die durch einen Erlass des Oberpräsidenten entstand, offenbar umstritten. Entgegen dem beantragten Namen Kaköhl entschied der Oberpräsident mit der folgenden Begründung zu Gunsten von Blekendorf: „Ich habe der neuen Gemeinde den Namen Blekendorf gegeben, weil er vom heimatkundlichen Standpunkt aus betrachtet den niederdeutschen Charakter der Landschaft und ihrer Bewohner schöner bezeichnet als `Kaköhl`.“
Seit 1968 gehört die Gemeinde Blekendorf zusammen mit 13 weiteren Gemeinden zum Amt Lütjenburg-Land. Am 1. Januar 2008 wurde dieses Amt nach Eingliederung der Stadt Lütjenburg in Amt Lütjenburg umbenannt.

## Politik

### Gemeindevertretung
Bei der Kommunalwahl am 14. Mai 2023 wurden insgesamt 13 Sitze vergeben. Von diesen erhielt die SPD sieben Sitze und die CDU sechs Sitze.

### Wappen
Blasonierung: „Von Blau und Silber bogenförmig nach oben geteilt. Oben ein zu einer liegenden Acht verschlungenes silbernes Seil, unten ein rotes Buch mit silbernem Schnitt und aufgenageltem silbernen Lilienkreuz.“

## Wirtschaft und Infrastruktur
Die Wirtschaft Blekendorfs ist landwirtschaftlich geprägt. Die Landwirtschaftskammer Schleswig-Holstein betreibt im Ortsteil Futterkamp zudem das ebenso benannte Lehr- und Versuchszentrum (LVZ) für Tierproduktion und ländliches Bauen.
Daneben kommt der Fremdenverkehr als weitere wirtschaftliche Stütze hinzu. Der im Gemeindegebiet gelegene Sehlendorfer Strand an der Hohwachter Bucht bildet ein kleines Zentrum für den sanften Tourismus, welchem sich die Gemeinde verschrieben hat.

## Verkehr
Die Anbindung der Gemeinde erfolgt im Motorisierten Individualverkehr über die Bundesstraße 202 im Abschnitt zwischen Kiel und Oldenburg in Holstein. Die Straße führt unmittelbar durch die Dorflage von Kaköhl und an der ehemaligen Gutsanlage Futterkamp (heute:LVZ)  vorbei.

## Sehenswürdigkeiten
In der Liste der Kulturdenkmale in Blekendorf stehen die in der Denkmalliste des Landes Schleswig-Holstein eingetragenen Kulturdenkmale, von denen das bedeutendste die im 13. Jahrhundert erbaute St.-Claren-Kirche ist.
Im Gemeindegebiet liegen die Langbetten auf dem Ruserberg sowie die archäologischen Überreste der Burgen Kleiner Schlichtenberg, Großer Schlichtenberg und Hochborre. Bei Buschkate befinden sich die Großsteingräber bei Kaköhl.

## Persönlichkeiten
- Johann Christoph Göring (1624–1684), Pastor in Blekendorf ab 1656, Barockdichter
- Adolph Valentiner (1803–1868) war ein deutsch-dänischer Landwirt und Landwirtschaftsreformer.
- Sein Bruder Wilhelm Heinrich Valentiner (* 1806 auf Futterkamp; † 1856 in Kiel) war Anatom und Stadtphysicus in Kiel.
- Johann Hinrich Kardel (1797–1880), Lehrer, in Futterkamp geboren
- Auf Gut Friederikenhof in Sehlendorf kam Karl Graf von Platen-Hallermund (1857–1922) zur Welt.  Von 1907 bis 1922 war er Landeshauptmann der Provinz Schleswig-Holstein.
- Der freiberuflich in Wismar tätige Architekt Johannes Karl Ludwig Busch (1869–1953) wurde im Ortsteil Kaköhl geboren.
- Ebenfalls von Friederikenhof stammt Oskar von Platen-Hallermund (1865–1957), Vizeadmiral der Kaiserlichen Marine und Hofmarschall bei Wilhelm II.
- Die Aquarellmalerin Hildegard Grube-Loy (1916–2002) verbrachte ihre letzten Lebensjahre in Wangels.
- Der Ehrenpräsident des Deutschen Feuerwehrverbandes Hans-Peter Kröger (* 1953) kommt aus dem Ortsteil Kaköhl.
- Der Ökonom Henning Klodt (* 1952) kommt aus Günnenfelde
- Generalmajor Wolfgang Köpke (* 1953) kommt aus dem Ortsteil Nessendorf.